# Giải Dobloug

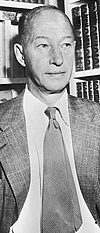
Eyvind Johnson, người đoạt giải năm 1951

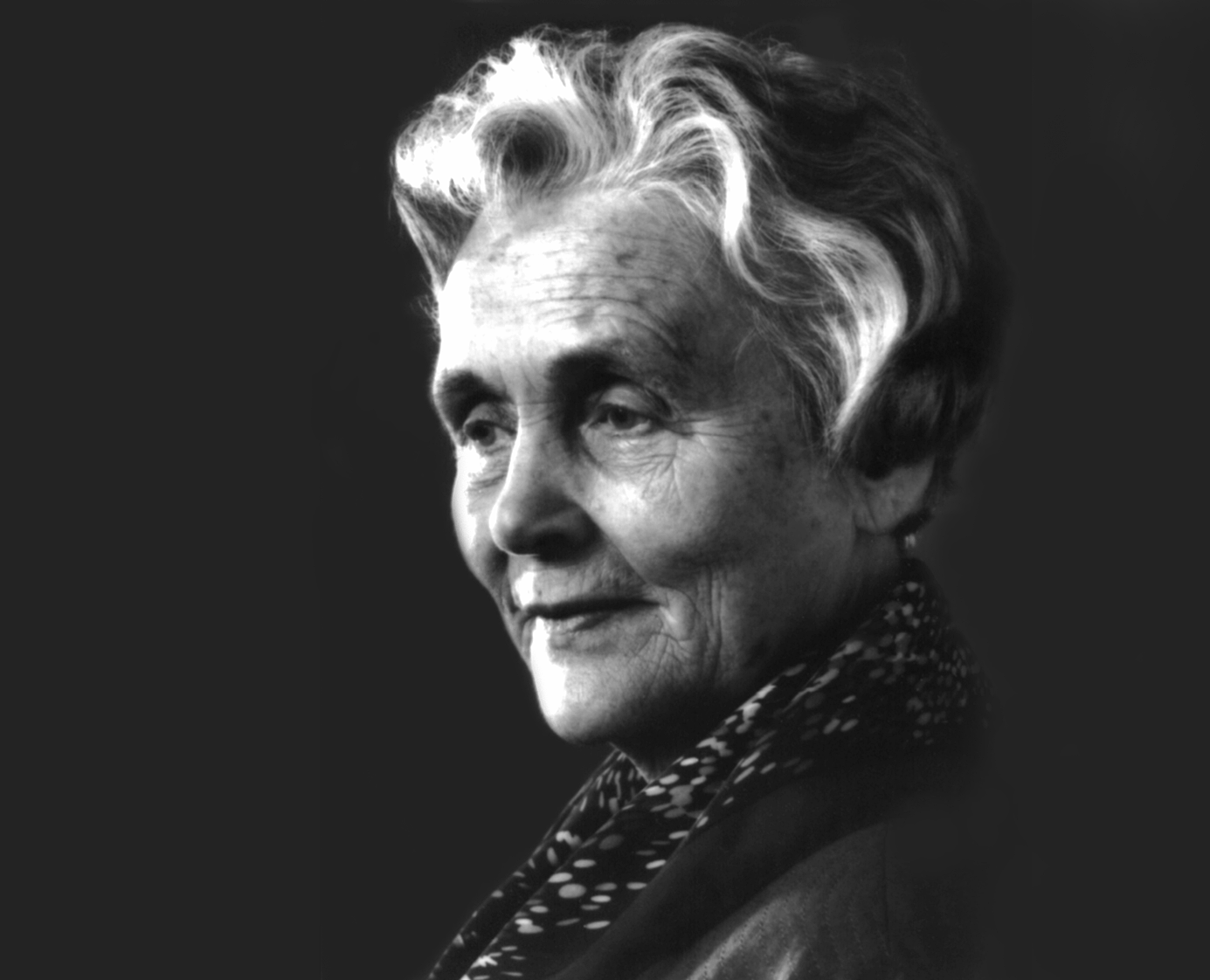
Halldis Moren Vesaas, người đoạt giải năm 1960

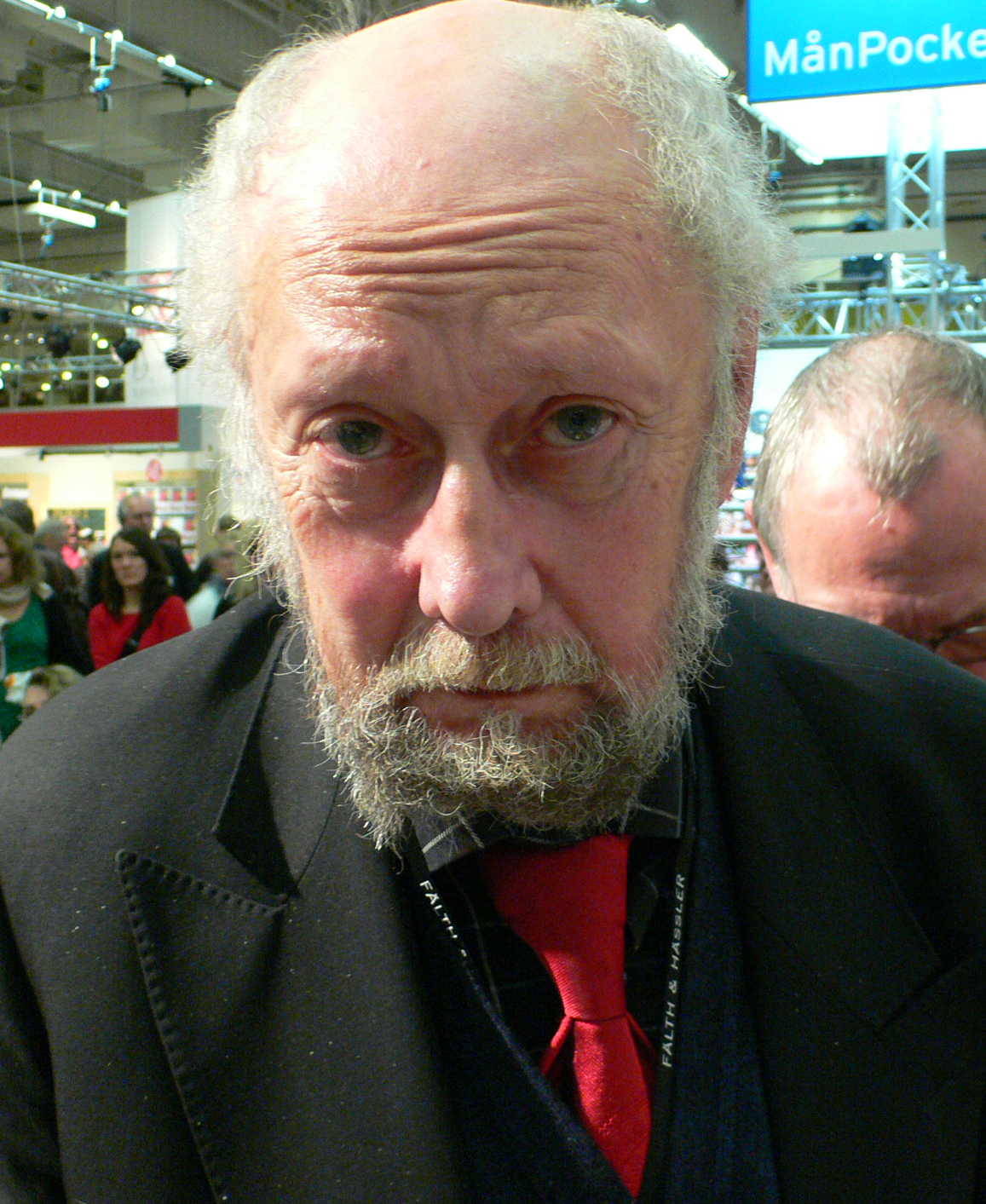
Torgny Lindgren, người đoạt giải năm 1987

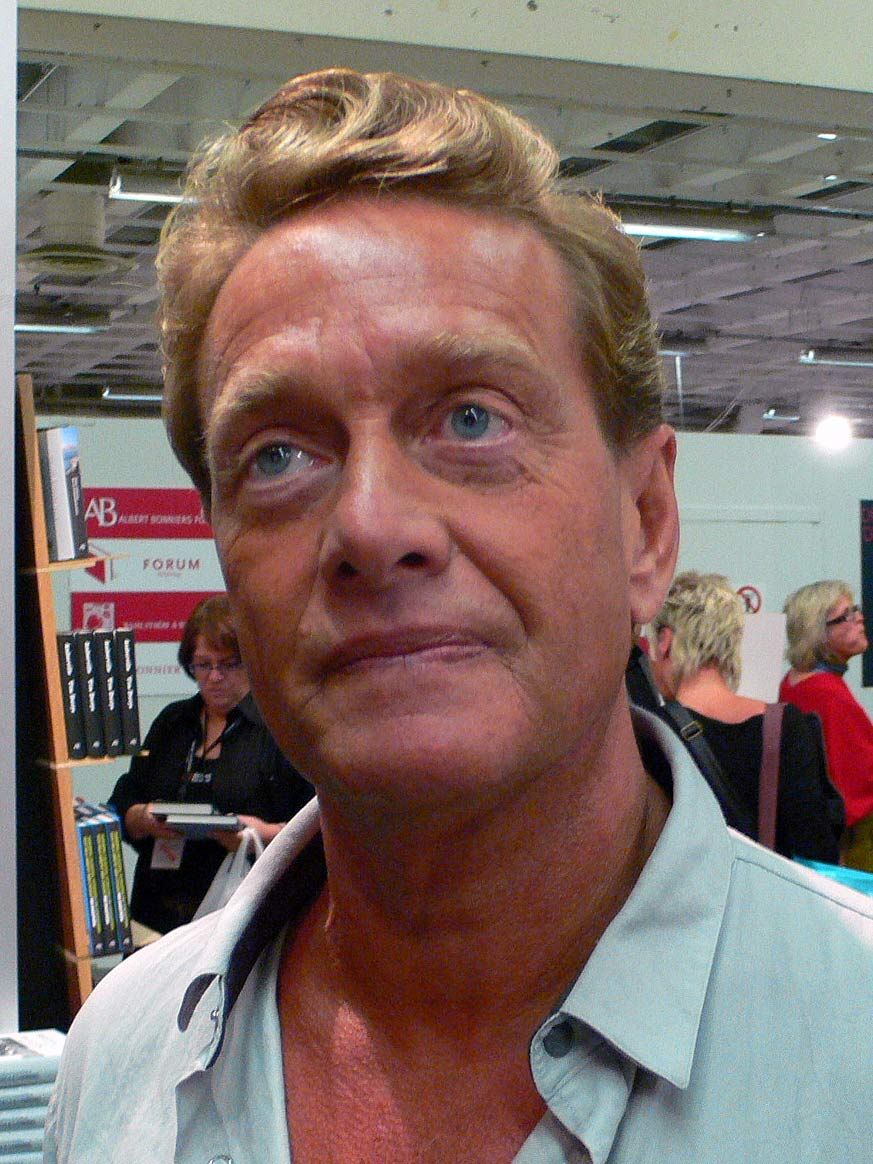
Björn Ranelid, người đoạt giải năm 2004

Giải Dobloug (tiếng Thụy Điển: Doblougska priset; tiếng Na Uy: Doblougprisen) là một giải thưởng văn học, do Viện Hàn lâm Thụy Điển trao hàng năm cho bộ môn văn chương hư cấu cùng bộ môn nghiên cứu lịch sử văn học của Thụy Điển và Na Uy, bắt đầu từ năm 1951.
Giải được thành lập do Quỹ di sản tặng dữ của nhà kinh doanh Birger Dobloug người Na Uy (năm 1938) và được chia thành 2 phần: một phần cho văn học Thụy Điển và phần kia cho văn học Na Uy. Phần văn học Na Uy do Hội tác giả Na Uy bầu chọn. Số tiền thưởng của giải là 2 x 150 000 krona Thụy Điển (2009).

## Các người đoạt giải
| Năm  | Người Thụy Điển                       | Người Na Uy                                     |
| 1951 | Eyvind Johnson                        | Arnulf Øverland                                 |
| 1952 | Sten Selander                         | Tore Ørjasæter                                  |
| 1953 | Ivar Lo-Johansson                     | Gunnar Reiss-Andersen                           |
| 1954 | Harry Martinson                       | Inge Krokann                                    |
| 1955 | Karl Asplund, Sven Barthel            | Herman Wildenwey                                |
| 1956 | Bertil Malmberg                       | Emil Boyson                                     |
| 1957 | Hans Ruin                             | Tarjei Vesaas                                   |
| 1958 | Artur Lundkvist                       | Johan Falkberget                                |
| 1959 | Gustav Hedenvind-Eriksson             | Aksel Sandemose                                 |
| 1960 | Eyvind Johnson                        | Halldis Moren Vesaas                            |
| 1961 | Sara Lidman                           | Alf Larsen                                      |
| 1962 | Irja Browallius                       | Inger Hagerup                                   |
| 1963 | Lars Ahlin                            | Jan-Magnus Bruheim                              |
| 1964 | Lars Gyllensten                       | Torborg Nedreaas                                |
| 1965 | Fritiof Nilsson Piraten               | Johan Borgen                                    |
| 1966 | Tage Aurell                           | Jakob Sande                                     |
| 1967 | Björn-Erik Höijer                     | Ragnvald Skrede                                 |
| 1968 | Jan Fridegård                         | Rolf Jacobsen                                   |
| 1969 | Sven Lindqvist                        | Olav H. Hauge                                   |
| 1970 | Birgitta Trotzig                      | Kåre Holt                                       |
| 1971 | Sivar Arnér                           | Stein Mehren                                    |
| 1972 | Erik Beckman                          | Hans Børli                                      |
| 1973 | Ivar Lo-Johansson                     | Øivind Bolstad                                  |
| 1974 | Per E. Rundquist                      | Jens Bjørneboe                                  |
| 1975 | Tora Dahl                             | Ragnhild Magerøy                                |
| 1976 | Sven Barthel                          | Sigbjørn Hølmebakk                              |
| 1977 | Margareta Ekström                     | Åsta Holth                                      |
| 1978 | Tore Zetterholm                       | Harald Sverdrup                                 |
| 1979 | Maria Gripe                           | Nils Johan Rud                                  |
| 1980 | Sven Fagerberg                        | Magnhild Haalke                                 |
| 1981 | Gunnar E. Sandgren                    | Paal Brekke                                     |
| 1982 | P.C. Jersild                          | Gunvor Hofmo                                    |
| 1983 | Sandro Key-Åberg                      | Marie Takvam                                    |
| 1984 | Sven Rosendahl                        | Astrid Hjertenæs Andersen                       |
| 1985 | Bengt Anderberg, Sara Lidman          | Arnljot Eggen, Bergljot Hobæk Haff              |
| 1986 | Lars Ardelius, Carl-Henning Wijkmark  | Finn Carling, Knut Hauge                        |
| 1987 | Carl-Göran Ekerwald, Torgny Lindgren  | Paal-Helge Haugen                               |
| 1988 | Per Olov Enquist, Göran Sonnevi       | Edvard Hoem, Jan Erik Vold                      |
| 1989 | Birger Norman                         | Eldrid Lunden, Åge Rønning                      |
| 1990 | Sigrid Combüchen, Georg Klein         | Johannes Heggland, Cecilie Løveid               |
| 1991 | Hans Granlid, Agneta Pleijel          | Torill Thorstad Hauger, Kjell Erik Vindtorn     |
| 1992 | Tobias Berggren, Göran Printz-Påhlson | Arnold Eidslott, Øystein Lønn                   |
| 1993 | Madeleine Gustafsson, Anna Westberg   | Lars Saabye Christensen, Kolbein Falkeid        |
| 1994 | Bertil Romberg, Eva Runefelt          | Inger Elisabeth Hansen, Tor Åge Bringsværd      |
| 1995 | Per Agne Erkelius, Rita Tornborg      | Kjell Askildsen, Tor Ulven                      |
| 1996 | Inger Edelfeldt, Lennart Sjögren      | Dag Solstad, Wera Sæther                        |
| 1997 | Christer Eriksson, Stig Larsson       | Kjartan Fløgstad, Lars Amund Vaage              |
| 1998 | Klas Östergren, Ulf Eriksson          | Ola Bauer, Karsten Alnæs                        |
| 1999 | Kristina Lugn, Ole Söderström         | Åse-Marie Nesse, Jon Fosse                      |
| 2000 | Louise Ekelund, Per Odensten          | Jan Kjærstad, Einar Økland                      |
| 2001 | Birgitta Lillpers, Magnus Florin      | Svein Jarvoll, Thorvald Steen                   |
| 2002 | Anne-Marie Berglund, Claes Hylinger   | Erling Kittelsen, Hanne Ørstavik                |
| 2003 | Mare Kandre, Anders Palm              | Bjørn Aamodt, Rune Christiansen                 |
| 2004 | Ann Jäderlund, Björn Ranelid          | Trude Marstein, Marit Tusvik                    |
| 2005 | Lars Lönnroth, Steve Sem-Sandberg     | Hans Herbjørnsrud, Tone Hødnebø                 |
| 2006 | Carl Fehrman, Carola Hansson          | Hanne Bramness, Karin Gundersen                 |
| 2007 | Lars Furuland, Elisabeth Rynell       | Arvid Torgeir Lie, Jan Jakob Tønseth            |
| 2008 | Johan Cullberg, Niklas Rådström       | Merethe Lindstrøm, Ragnar Hovland               |
| 2009 | Ellen Mattson, Ingela Strandberg      | Thure Erik Lund, Gunnhild Øyehaug               |
| 2010 | Martin Kylhammar, Bruno K. Öijer      | Arild Stubhaug, Øyvind Rimbereid                |
| 2011 | Gunnar Harding, Daniel Hjorth         | Knut Ødegård, Beate Grimsrud                    |
| 2012 | Helena Eriksson, Magnus Dahlström     | Ellen Einan, Roy Jacobsen                       |
| 2013 | Sara Stridsberg, Lars Jakobson        | Karin Moe, Torgeir Rebolledo Pedersen           |
| 2014 | Carl-Johan Malmberg, Björn Meidal     | Britt Karin Larsen, Torild Wardenaer            |
| 2015 | Peter Cornell, Ylva Eggehorn          | Kjersti Annesdatter Skomsvold, Ole Robert Sunde |